# Babel (film, 1999)
Pour les articles homonymes, voir Babel.
Pour plus de détails, voir Fiche technique et Distribution.
Babel est un film franco-canadien réalisé par Gérard Pullicino, sorti en 1999.

## Synopsis
Alors que la Lune entre dans l'ombre de la Terre pour une exceptionnelle éclipse, d'étranges créatures émergent des profondeurs avec en main le parchemin qui doit leur servir de plan. Le lendemain, le chien de David rapporte à son jeune maître un document ancien qu'il a déniché dans la rue. Le père du gamin, un publicitaire toujours en quête de nouvelles sources d'inspiration, va utiliser cette trouvaille pour une nouvelle campagne.

## Fiche technique
- Titre : Babel
- Réalisation : Gérard Pullicino
- Scénario : Vincent Lambert, Gérard Pullicino et Serge Richez
- Production : Georges Benayoun et Elisabeth Deviosse
- Budget : 20 millions de dollars (15 millions d'euros)
- Musique : Gérard Pullicino ; arrangements et orchestration : Jean-Luc Kandyoti
- Photographie : Éric Cayla
- Montage : Laurent Roüan
- Décors : Guy Lalande
- Costumes : Francesca Chamberland et Madeline Fontaine
- Effets Spéciaux Animatronic : Jacques Gastineau
- Pays de production :  France,  Canada
- Format : couleurs - 1,85:1 - Dolby Digital - 35 mm
- Genre : aventures, fantastique
- Durée : 95 minutes
- Date de sortie : 
  - France : 7 avril 1999

## Distribution
- Mitchell David Rothpan : David Carat
- Maria de Medeiros : Alice
- Tchéky Karyo : Nemrod
- Michel Jonasz : Patrick Carat
- Bronwen Booth : Mathilde
- Sheena Larkin : Mme Karlov
- Garry Robbins : Wasco
- Maxim Roy : Fanny Carat
- Mark Camacho : Bexter
- Nagui : M. Berny
- Maggie Castle : Amanda
- Dino Tosques : Sewer Worker
- Frank Fontaine : Sewer Worker
- Hassan Hamdani : Kazam
- Bruno Ledez : Yatscov

## Autour du film
- Le tournage s'est déroulé au Canada.
- Dans la Genèse, Nimrod (interprété ici par Tchéky Karyo) avait fait construire la Tour de Babel, à la fois pour assouvir son désir de puissance et se rapprocher de Dieu, et avoir un édifice suffisamment haut pour lui permettre d'échapper à un éventuel nouveau déluge[1].
- Le slogan de l'affiche du film était : « Quand un petit garçon perce le plus ancien secret du monde... »

## Distinctions

### Nominations
- Prix Jutra de la meilleure photographie en 2000.